# Беляевский переулок (Владикавказ)

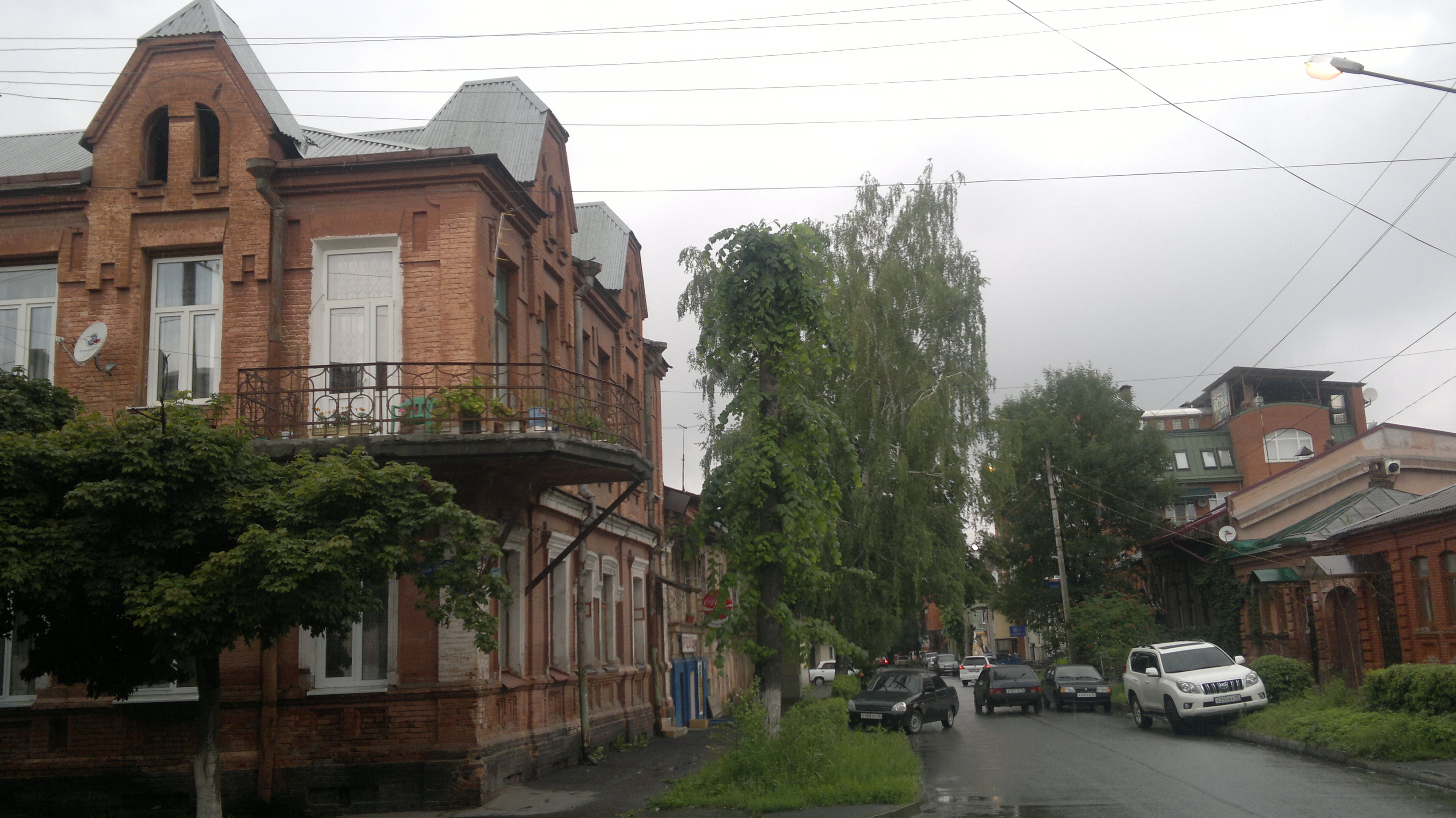
Угол Беляевского переулка и улицы Баллаева

Беля́евский переулок — переулок в центре Владикавказа (Северная Осетия, Россия). Находится в Иристонском муниципальном округе между улицами Огнева и Баллаева. Начало от улицы Огнева. С южной стороны Беляевского переулка заканчивается улица Гибизова.
Переулок образовался во второй половине XIX века. Отмечен на плане г. Владикавказа как Белявский переулок. Упоминается под этим же названием в Перечне улиц, площадей и переулков от 1911 года.
Ближайшая остановка трамвая «Площадь Ленина» находится на проспекте Мира.
Достопримечательности
- д. 7/ 19 — памятник архитектуры, объект культурного наследия[4].